# Commanderij van Sint-Pieters-Voeren

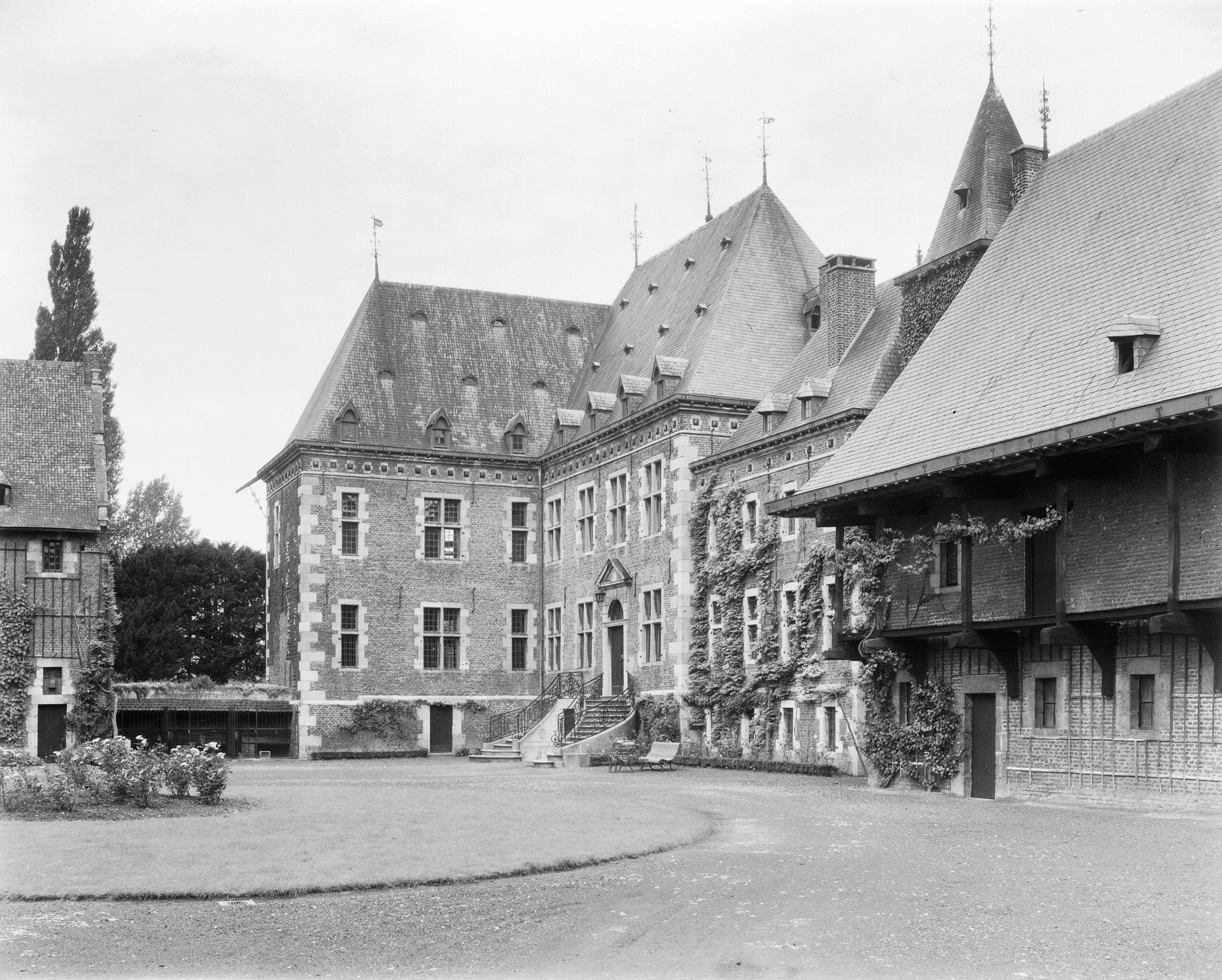
De binnenplaats anno 1954

De Commanderij van Sint-Pieters-Voeren is een kasteel in Maaslandse renaissancestijl in Sint-Pieters-Voeren, deelgemeente van de  gemeente Voeren in Belgisch-Limburg. Het is een voormalige commanderij van de Duitse Orde, gelegen binnen de balije Biesen en daarmee ondergeschikt aan de landcommanderij Alden Biesen in Bilzen-Rijkhoven.

## Geschiedenis
Bij zijn intrede in 1242 schonk Daniël van Voeren al zijn bezittingen aan de Duitse Orde. Deze was al sinds 1220 in het Graafschap Loon gevestigd in de balije Biesen. Tot aan de Franse Revolutie zou het grondgebied van Sint-Pieters-Voeren als rijksheerlijkheid onder het gezag van de Heilige Roomse Rijk (Rooms-Duits keizer) een enclave in het graafschap Dalhem blijven.
In 1320 was er reeds sprake van een commandeur Van Bronchorst. Samen met elf andere balijen hing Sint-Pieters-Voeren af van de landcommanderij van Alden Biesen. Het huidige kasteel was de commanderij, de verblijfplaats van de lokale commandeur. Sint-Pieters-Voeren kende in de loop der eeuwen 39 commandeurs.
In 1798 werd de Duitse Orde tijdens de Franse bezetting door de Franse staat opgeheven. De commanderij van Sint-Pieters-Voeren kwam achtereenvolgens in het bezit van verschillende eigenaars. Eerst van J.-J. Dresse uit Verviers, die het goed doorverkocht aan A.-J. Sauvage, eveneens uit Verviers. Van 1856 tot 1893 behoorde het goed toe aan baron Otto Napoleon de Loë-Imstenraedt uit het nabije Mheer, die zich ook heer van Sint-Pieters-Voeren noemde.
In 1893 werd het goed gekocht door baron L. de Potesta de Waleffe. Hij bracht ingrijpende veranderingen aan de gebouwen aan. In de zogenoemde ridderzaal liet hij historiserende muurschilderingen aanbrengen over het wedervaren van de ridders van de Duitse Orde en op de steunbalken van de benedenverdieping de wapenschilden van de commandeurs die er gewoond hadden.
Door huwelijk kwam het kasteel in 1952 in het bezit van de familie Ferretti di Castelferretto. In 1969 ging het bezit over naar de Nederlandse familie Van Rijckevorsel.
Van 2006 tot heden zijn de Vlaming Eric Rochtus en echtgenote Anne Van Mulders eigenaar van de Commanderij. Zij vernieuwden het dak en voorzagen het kasteel  van sanitaire voorzieningen, centrale verwarming en elektriciteitsleidingen. De kunstverzameling van de nieuwe eigenaars kreeg onderdak in het kasteel. In 2021 staat het kasteel en het 12 ha grote domein, waar de rivier de Voer ontspringt, te koop bij Sotheby's.

## Beschrijving gebouwen en omgeving
Het oudste deel van het gebouwencomplex is de L-vormige vleugel met toren, een verbouwing uit het begin van de zeventiende eeuw, voltooid door Willem Quaedt de Beeck, commandeur van 1631 tot 1661. Een dubbele, gebogen kwartslagtrap leidt naar het bordes. Dit bordes en de gesmeed ijzeren balustrade van de trap zijn voorzien van het kruis van de Duitse Orde. In het interieur zijn er verschillende schoorsteenmantels en een, in een kast ingebouwd altaar. Commandeur Quaedt de Beeck was ook de bouwheer van de kerk van Sint-Pieters-Voeren, gebouwd tussen 1652 en 1661. Zijn grafsteen staat tegen de kerkmuur vlak bij de toegangspoort in de muur die kerk en kerkhof omringt.
Verder bestaat het kasteelcomplex uit een hoevegebouw, stallingen en een poortgebouw. Dit alles in de vorm van een rechthoek gegroepeerd rondom een binnenplaats, te midden van een park. In de hoeve wordt Voerense stroop in grote koperen ketels boven een houtvuur bereid volgens een oud recept.
De oorspronkelijke ringgrachten bestaan nog steeds en deze werden in 1885 uitgebreid met een aantal vijvers waarin forel, steur en paling worden gekweekt. Het riviertje de Voer, dat zijn naam aan de streek geeft, ontspringt op het terrein.
In het park staat het brongebouwtje, opgericht door commandeur Von Rolshausen zu Bütgenbach. Door de waterpoort stroomt tot 4.000 liter water per minuut afkomstig van het verderop gelegen brongebied van de Voer, de rivier die de vijvers voedt en van hieruit doorheen Voeren loopt. In het fronton boven de poort staat het wapen afgebeeld van commandeur Von Rolshausen zu Bütgenbach, naast dat van grootmeester Von Amspringen en landcommandeur Edmond Godfried van Bocholtz. In de hekken staat de datum 1633.
Het poortgebouw, naast het woonhuis, werd in 1910 afgebroken door baron de Potesta de Waleffe en aan de tegenoverliggende kant van het complex geplaatst met hergebruik van enkele oorspronkelijke elementen. In het fronton aan de buitenzijde bevindt zich een gevelsteen met het wapenschild van de familie De Potesta de Waleff en het opschrift: RESTAURATUM / MCMX (gerestaureerd 1910); eronder een gevelsteen met het opschrift: ORDINIS TEUNON.CASTELLUM / ANNO MDCXV AEDIFICATUM (kasteel van de Duitse Orde, gebouwd in 1615).

## Galerij

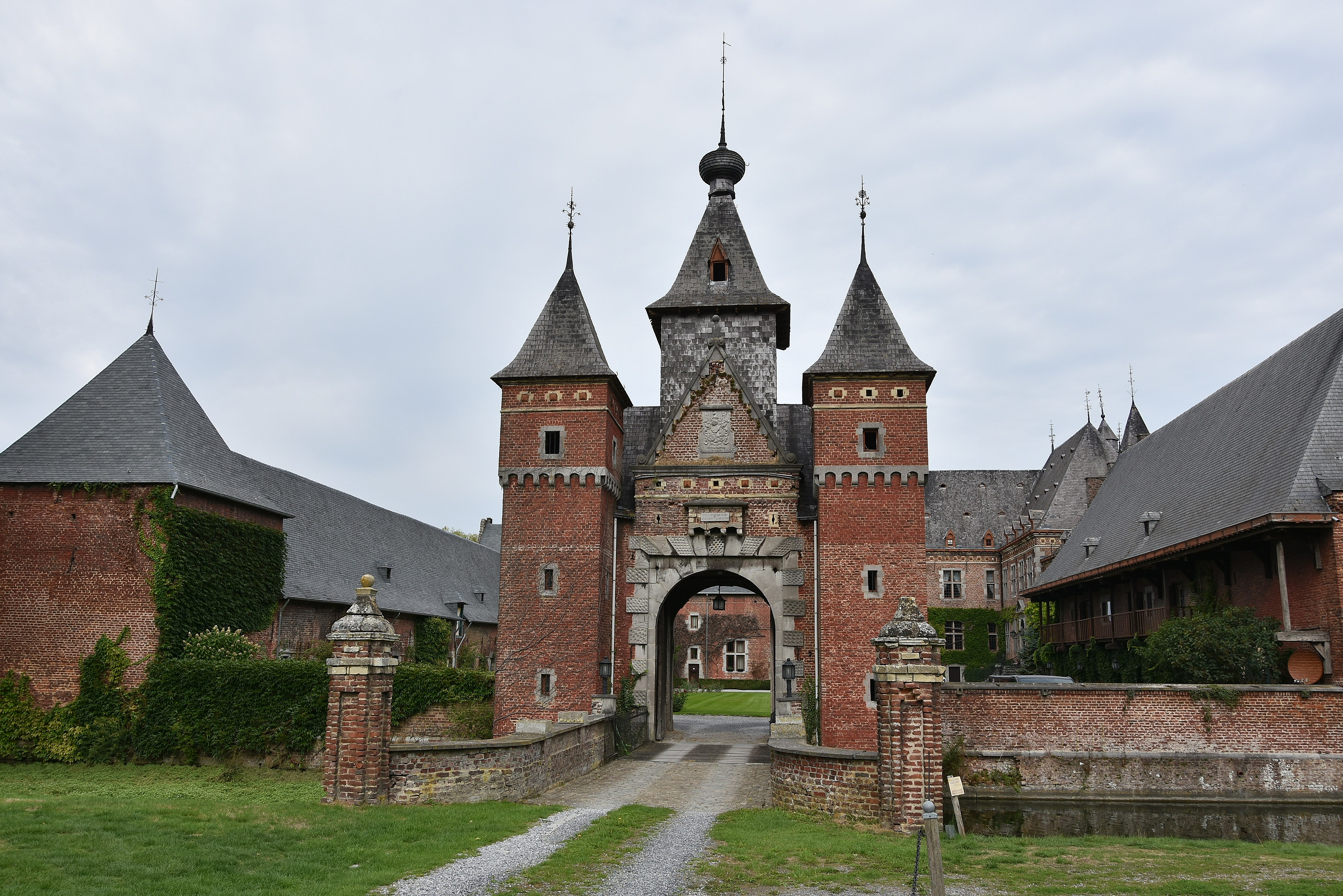
Poortgebouw
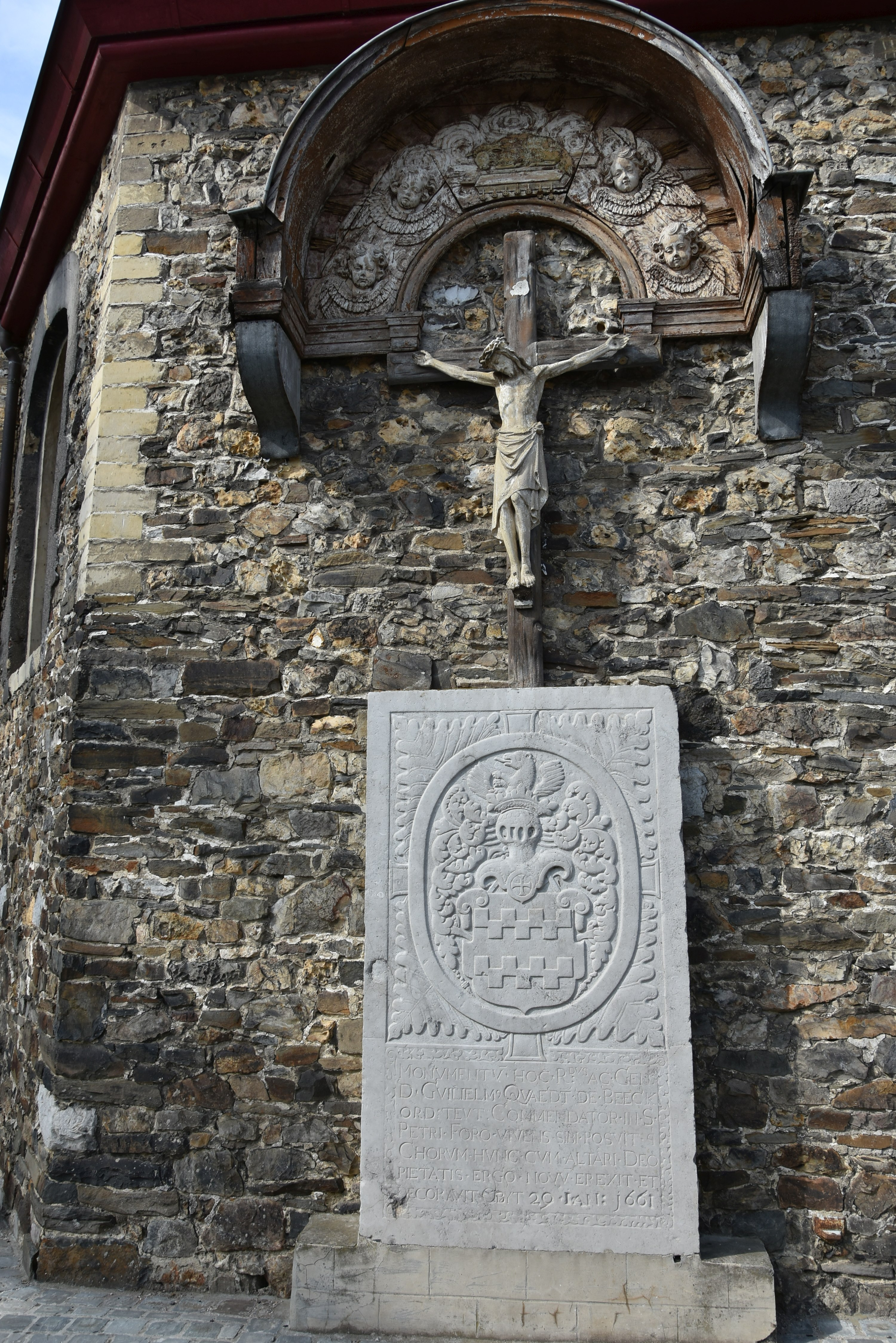
Grafsteen van commandeur Quaedt de Beeck (+1661) aan de plaatselijke Sint-Pieters-Stoelkerk
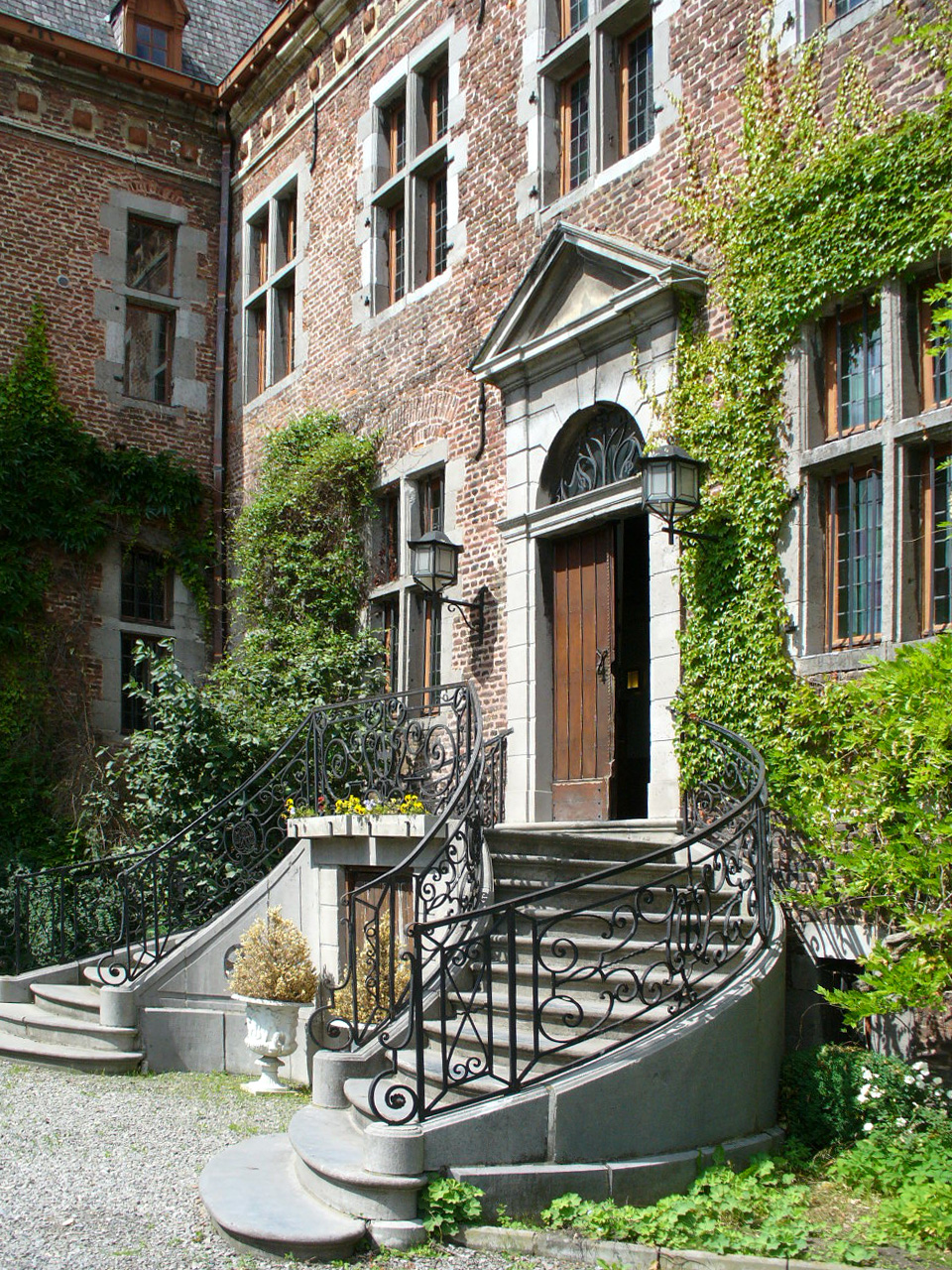
Dubbele trap hoofdingang
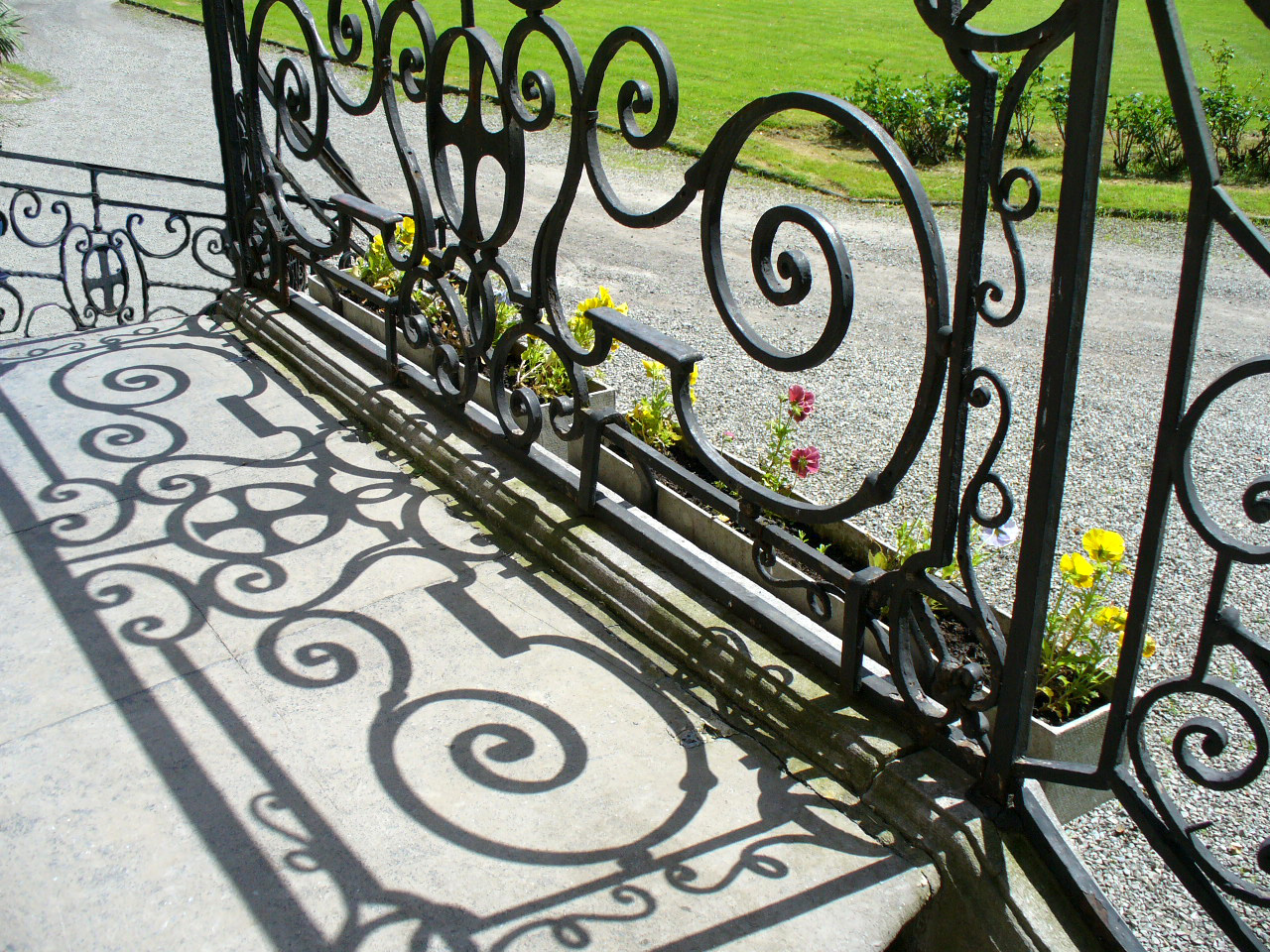
Balustrade met kruis Duitse Orde
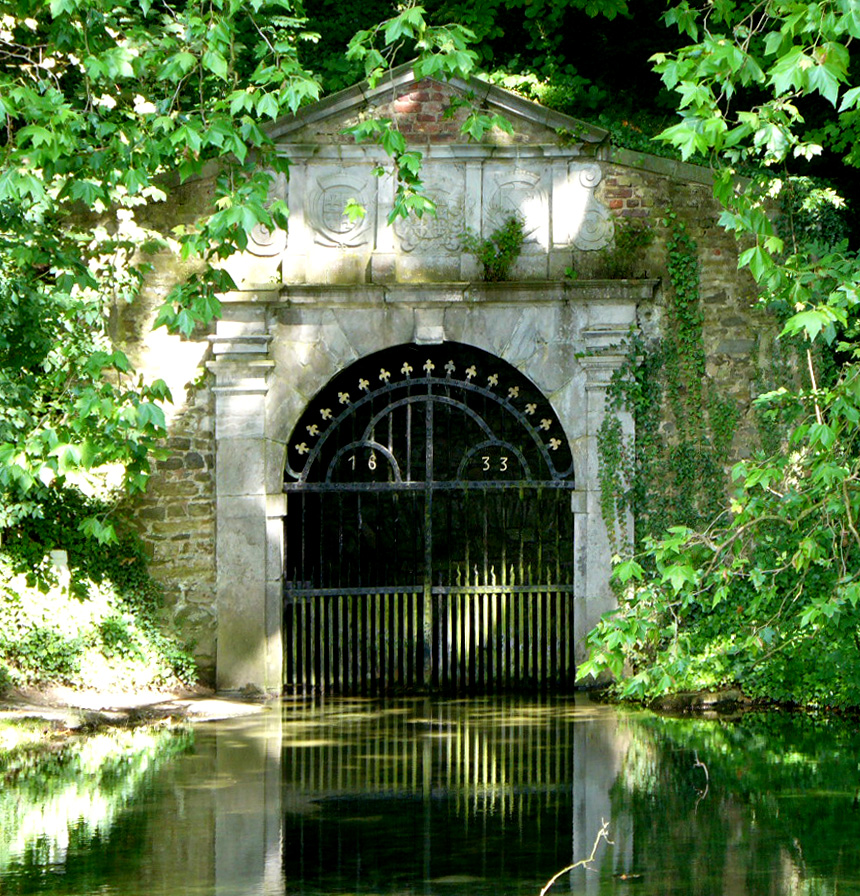
Brongebouwtje waar de Voer doorheen stroomt

## Lijst van decommandeursvan Sint-Pieters-Voeren
| Jaar      | Naam                                                                          | Opmerkingen |
| --------- | ----------------------------------------------------------------------------- | --- |
| (1484)    | Martin van Strythagen                                                         | |
| 1677-1682 | Freiherr Wilhelm Dietrich von Kolff zu Vettelhoven                            | 1682- Oerdingen en Holt; 1683- Bekkevoort; 1687– Jungen Biesen; 1691- Siersdorf |
| in 1768   | Frans Hendrik Johan Nepomuk Amor Markgraaf van en tot Hoensbroeck (1727-1793) | 1770– ~1792 Bernissem 1751–1793 Aschaffenburg 1761–1789 Administrator van Mergentheim pre 1772 Oerdingen 1772 Generaal-veldmaarschalk-luitenant voor aartsbisschop Emmerich Joseph von Breidbach zu Bürresheim van het Keurvorstendom Mainz pre 1792 Kolonel-luitenant in het K.‑K. leger (Hongaars Dragonderregiment "Fürst von Liechtenstein") pre 1792 Kamerheer Keurvorstendom Mainz pre 1792 Kolonel van de ruiterwacht van de keurvorst van Mainz |
| 1773-1780 | Freiherr Franz Nikolas von Kolff zu Vettelhoven (1723–)                       | 1767- Ramersdorf; 1780 Jungen Biesen; 1784- Bekkevoort |
| 1784-     | Heinrich-Johann von Droste zu Hülshoff                                        | 1771- Ramersdorf; 1776- Ordingen; 1778- St. Aegidius; 1791- Gruitrode; 1794- Bekkevoort; 1784- Landcommandeur Alden Biesen |
| 1793-     | Reichsgraf Joseph Franz Anton Arnold von Schaesberg                           | 1776– Ramersdorf; 1782- Oerdingen; 1785- St. Aegidius; 1796- Ramersdorf; 1805- Huiscommandeur van Alden Biesen |